# Club Atlético de Madrid 1969-1970
Questa voce raccoglie le informazioni riguardanti il Club Atlético de Madrid nelle competizioni ufficiali della stagione 1969-1970.

## Stagione
Assunto il francese Marcel Domingo alla guida tecnica, l'Atlético Madrid vinse il suo sesto titolo nazionale dopo aver lottato, nel corso del campionato, contro l'Atlético Bilbao. Il risultato fu raggiunto anche grazie alle 32 reti segnate complessivamente (su 53 totali) da Luis Aragonés e José Eulogio Gárate, vincitori del Pichichi con 16 gol per parte. In Coppa del Generalissimo il cammino dei Colchoneros si arrestò agli ottavi di finale proprio per mano dei rivali di Bilbao.

## Maglie e sponsor
La divisa della squadra è costituita dalla tradizionale maglia bianca con strisce rosse e coletto a girocollo, calzoncini blu e calzettoni rossi con banda bianca.
| Manica sinistra · Manica sinistra · Maglietta · Maglietta · Manica destra · Manica destra · Pantaloncini · Calzettoni |

## Organigramma societario
Area direttiva
- Presidente:  Vicente Calderón

Area tecnica
- Allenatore:  Marcel Domingo

## Rosa
| N. |                   | Ruolo | Calciatore                |
| -- | ----------------- | ----- | ------------------------- |
| -  | Spagna (bandiera) | P     | Rodri                     |
| -  | Spagna (bandiera) | P     | Jesús María Zubiarrain    |
| -  | Spagna (bandiera) | P     | Miguel San Román          |
| -  | Spagna (bandiera) | D     | Francisco Melo            |
| -  | Spagna (bandiera) | D     | Isacio Calleja            |
| -  | Spagna (bandiera) | D     | Eusebio Bejarano          |
| -  | Spagna (bandiera) | D     | Jesús Martínez Jayo       |
| -  | Spagna (bandiera) | D     | Julio Iglesias Santamaría |
| -  | Spagna (bandiera) | D     | Iselín Ovejero            |
| -  | Spagna (bandiera) | D     | Enrique Vicente Hernández |

| N. |                   | Ruolo | Calciatore                     |
| -- | ----------------- | ----- | ------------------------------ |
| -  | Spagna (bandiera) | C     | Alberto Fernández (calciatore) |
| -  | Spagna (bandiera) | C     | Adelardo                       |
| -  | Spagna (bandiera) | C     | Ignacio Salcedo                |
| -  | Spagna (bandiera) | C     | Julio Orozco                   |
| -  | Spagna (bandiera) | C     | José Ufarte                    |
| -  | Spagna (bandiera) | A     | Javier Irureta                 |
| -  | Spagna (bandiera) | A     | Luis Aragonés                  |
| -  | Spagna (bandiera) | A     | Juan Antonio                   |
| -  | Spagna (bandiera) | A     | José Gárate                    |

## Risultati

### Primera División

#### Girone d'andata
| Arbitro: | Antonio Tomeo Palanques |

|  |           |            |
|  | Marcatori | 61’ Gárate |

| Arbitro: | Sánchez Ibáñez |

|             |           |                         |
| Alberto 90’ | Marcatori | 10’ León 42’ Gilberto I |

| Arbitro: | Daniel María Zariquiegui Izco |

|                         |           |  |
| Orozco 52’ Aragonés 60’ | Marcatori |  |

| Arbitro: | Mariano Medina Iglesias |

|             |           |            |
| Almagro 47’ | Marcatori | 15’ Gárate |

| Arbitro: | Emilio Carlos Guruceta Muro |

|                              |           |               |
| Aragonés 14’, 42’ Gárate 54’ | Marcatori | 62’ Prougenes |

| Granada 19 ottobre 1969 6ª giornata | Granada                  | 0 – 0 referto | Atlético Madrid | Los Cármenes\| Arbitro: \| Francisco Cardós Sanchis \| |
| Arbitro:                            | Francisco Cardós Sanchis |               |                 |                                                        |

| Arbitro: | Pelayo Serrano Sancristóbal |

|                                  |           |  |
| Aragonés 47’ González 65’ (aut.) | Marcatori |  |

| Arbitro: | Daniel María Zariquiegui Izco |

|            |           |                  |
| Castro 56’ | Marcatori | 27’, 42’ Alberto |

| Arbitro: | Antonio Tomeo Palanques |

|                                               |           |          |
| Gárate 3’ Adelardo 65’ Alberto 66’ Ufarte 77’ | Marcatori | 23’ Vavá |

| Arbitro: | Fernando Pascual Tejerina |

|             |           |              |
| Fleitas 80’ | Marcatori | 58’ Adelardo |

| Arbitro: | Gaspar Pintado Viu |

|                        |           |  |
| Adelardo 9’ Gárate 27’ | Marcatori |  |

| Arbitro: | Antonio Sánchez Ríos |

|          |           |                      |
| Neme 28’ | Marcatori | 4’ Ufarte 67’ Gárate |

| Arbitro: | Francisco Cardós Sanchis |

|                        |           |             |
| Ufarte 4’ Aragonés 17’ | Marcatori | 42’ Zubiaga |

| Arbitro: | Antonio Tomeo Palanques |

|                            |           |                     |
| Urreisti 47’ Silvestre 60’ | Marcatori | 24’ (rig.) Aragonés |

| Arbitro: | Francisco David Aguado |

|  |           |           |
|  | Marcatori | 48’ Vidal |

#### Girone di ritorno
| Arbitro: | Mariano Medina Iglesias |

|              |           |  |
| Adelardo 85’ | Marcatori |  |

| Arbitro: | Sánchez Ibáñez |

|                           |           |                         |
| Germán 41’ Bosmediano 50’ | Marcatori | 43’ Gárate 75’ Aragonés |

| Arbitro: | Jaime Oliva Fortuny |

|                             |           |                               |
| Melo 23’ (aut.) Paquito 36’ | Marcatori | 67’ Irureta 71’, 83’ Aragonés |

| Arbitro: | Fernando Pascual Tejerina |

|                                          |           |  |
| Gárate 21’, 29’, 44’ Aragonés 61’ (rig.) | Marcatori |  |

| Arbitro: | Mariano Medina Iglesias |

|               |           |  |
| Domínguez 60’ | Marcatori |  |

| Arbitro: | Joaquim Vilanova Pericas |

|                                                       |           |  |
| Gárate 64’, 88’ Aragonés 68’ (rig.), 77’ Adelardo 70’ | Marcatori |  |

| Arbitro: | Emilio Carlos Guruceta Muro |

|             |           |  |
| Ocampos 14’ | Marcatori |  |

| Arbitro: | Sánchez Ibáñez |

|             |           |            |
| Aragonés 4’ | Marcatori | 65’ Rexach |

| Arbitro: | Fernando Pascual Tejerina |

|            |           |           |
| Asensi 11’ | Marcatori | 9’ Gárate |

| Arbitro: | Daniel María Zariquiegui Izco |

|                              |           |  |
| Aragonés 12’, 58’ Gárate 76’ | Marcatori |  |

| Arbitro: | Antonio Tomeo Palanques |

|  |           |             |
|  | Marcatori | 81’ Salcedo |

| Arbitro: | Pelayo Serrano Sancristóbal |

|                          |           |  |
| Aragonés 7’ Adelardo 57’ | Marcatori |  |

| Arbitro: | Emilio Carlos Guruceta Muro |

|                        |           |  |
| Arieta 47’ Uriarte 68’ | Marcatori |  |

| Arbitro: | Francisco Cardós Sanchis |

|                                         |           |  |
| Gárate 19’, 49’ Salcedo 30’ Alberto 64’ | Marcatori |  |

| Arbitro: | Antonio Sánchez Ríos |

|  |           |                        |
|  | Marcatori | 68’ Ufarte 85’ Calleja |

### Coppa del Generalísimo
| Arbitro: | Sánchez Ibáñez |

|                          |           |  |
| Aragonés 27’, 77’ (rig.) | Marcatori |  |

| Arbitro: | Fernando Pascual Tejerina |

|  |           |                          |
|  | Marcatori | 18’ Salcedo 27’ Aragonés |

| Arbitro: | Joaquim Vilanova Pericas |

|             |           |            |
| Salcedo 44’ | Marcatori | 74’ Arieta |

| Arbitro: | Antonio Sánchez Ríos |

|                      |           |              |
| Uriarte 46’ Rojo 60’ | Marcatori | 40’ Adelardo |

## Statistiche

### Statistiche di squadra
| Competizione           | Punti | Totale | Totale | Totale | Totale | Totale | Totale | DR  |
| Competizione           | Punti | G      | V      | N      | P      | Gf     | Gs     | DR  |
| ---------------------- | ----- | ------ | ------ | ------ | ------ | ------ | ------ | --- |
| Primera División       | 42    | 30     | 18     | 6      | 6      | 53     | 22     | +31 |
| Coppa del Generalísimo | -     | 4      | 2      | 1      | 1      | 7      | 4      | +3  |
| Totale                 | -     | 34     | 20     | 7      | 7      | 60     | 26     | +34 |

### Statistiche dei giocatori
| Giocatore  | Primera División | Primera División |
| Giocatore  | Presenze         | Reti             |
| ---------- | ---------------- | ---------------- |
| Adelardo   | 22               | 6                |
| Aragonés   | 30               | 16               |
| Bejarano   | 22               | 0                |
| Calleja    | 23               | 1                |
| Fernández  | 29               | 5                |
| Gárate     | 30               | 16               |
| Iglesias   | 15               | 0                |
| Irureta    | 23               | 1                |
| J. Antonio | 21               | 0                |
| Hernández  | 7                | 0                |
| Martínez   | 21               | 0                |
| Melo       | 30               | 0                |
| Orozco     | 4                | 1                |
| Ovejero    | 9                | 0                |
| Rodríguez  | 28               | -20              |
| Salcedo    | 20               | 2                |
| Ufarte     | 30               | 4                |
| Zubiarrain | 2                | -2               |